# Uusimaa
Uusimaa je jedna z 19 finských provincií. Nachází se na jihu státu při pobřeží Finského zálivu Baltského moře. Sousedí s regiony Kymenlaakso, Päijät-Häme, Kanta-Häme a Vlastní Finsko. Správním střediskem jsou Helsinky. 

## Historie, geografie a základní informace
Nejvyšším bodem je Loukkumäki o nadmořské výšce 174 m n. m.
První švédští kolonisté oblast ve 14. století pojmenovali Nyland (Nová země), což se později začalo používat v překladu do finštiny jako Uusimaa. Dne 1. ledna 2010 byla do provincie Uusimaa včleněna Východní Uusimaa.
Stejně jako další finské provincie, má i Uusimaa určené své symboly z ptačí říše, flóry, zvířat, ryb a hornin. Jsou jimi kos černý, sasanka hajní, candát obecný a rohovec. Nachází se zde také národní park Nuuksio.

## Obce
Uusimaa byla v roce 2018 rozdělena do 4 okresů (finsky seutukunta) a 26 obcí (finsky kunta). Tučně zvýrazněné obce jsou městy.
- Helsinky
- Vantaa
- Espoo
- Karkkila
- Kauniainen
- Hyvinkää
- Järvenpää
- Kerava
- Kirkkonummi
- Lohja
- Mäntsälä
- Nurmijärvi
- Pornainen
- Sipoo
- Siuntio
- Tuusula
- Vihti
- Hanko
- Ingå
- Raseborg
- Askola
- Myrskylä
- Pukkila
- Porvoo
- Lapinjärvi
- Loviisa